# تشخيص ثوائي
تشخيص ثوائي (بالإنجليزية: Xenodiagnosis)‏ هو عملية تشخيص الأمراض المعدية من خلال تعريض الأنسجة لناقلات معقمة، ثم فحص وجود كائنات حية دقيقة في هذه الناقلات.

## الاستعمالات
يستخدم التشخيص الثوائي عادة في تشخيص الأمراض المرتبطة بالكائنات الدقيقة مثل داء المثقبيات.